# Kretoszczurek
Kretoszczurek (Heliophobius) – rodzaj ssaków z rodziny kretoszczurowatych (Bathyergidae).

## Zasięg występowania
Rodzaj obejmuje gatunki występujące w południowej Afryce.

## Morfologia
Długość ciała (bez ogona) 13,1–19,5 cm, długość ogona 0,6–1,7 cm; masa ciała 51–331 g.

## Systematyka
Rodzaj zdefiniował w 1846 roku niemiecki zoolog Wilhelm Peters na łamach Bericht über die zur Bekanntmachung geeigneten Verhandlungen der Konigl.Preuss.Akademie der Wissenschaften zu Berlin. Na gatunek typowy Peters wyznaczył (oznaczenie monotypowe) kretoszczurka srebrzystego (H. argenteocinereus). 

### Etymologia
- Heliophobius (Heliphobius): gr. ἡλιος hēlios ‘słońce’; φοβεω phobeō ‘spłoszyć, przerazić’[10].
- Myoscalops: gr. μυς mus, μυος muos ‘mysz’; σκαλοψ skalops, σκαλοπος skalopos ‘kret’[11].

### Podział systematyczny
Do rodzaju należą następujące występujące współcześnie gatunki:
- Heliophobius argenteocinereus W. Peters, 1846 – kretoszczurek srebrzysty
- Heliophobius kapiti (E. Heller, 1909)